# Glen M. Kohls
Glen Milton Kohls (geboren am 23. Oktober 1905 in Vesta, Minnesota, Vereinigte Staaten; gestorben am 3. August 1986 in Hamilton, Montana) war ein US-amerikanischer Entomologe, Arachnologe und Parasitologe.

## Leben
Nach dem Abschluss der High School in Kalispell schrieb Kohls sich am Montana State College ein und begann unter Robert A. Cooley Biologie mit dem Schwerpunkt Entomologie zu studieren. Bereits im ersten Studienjahr unterbrach er die Hochschulausbildung, um bei Cooley an einem Projekt zur biologischen Zeckenbekämpfung in den Rocky Mountain Laboratories zu arbeiten. Nach einem Jahr, in dem er sich mit der an Zecken der Art Dermacentor variabilis parasitierenden Erzwespe Ixodiphagus hookeri befasste und mehr als 300.000 dieser Parasiten zur Freilassung in den Bitterroot Mountains züchtete, kehrte Kohls an das Montana State College zurück und erwarb 1929 seinen Bachelor-Abschluss.
Im Anschluss an sein Studium begann Kohls eine fast 40 Jahre währende Tätigkeit an den Rocky Mountain Laboratories. Während der Great Depression der 1930er Jahre kehrte Kohls an die Universität zurück und erhielt 1937 sein Masterdiplom. Anlass für die Wiederaufnahme des Studiums war Kohls Besorgnis, er könne wie einige Kollegen aufgrund der Wirtschaftskrise in unbezahlten Urlaub geschickt werden.
Während des Zweiten Weltkriegs diente Kohls zunächst als Ausbilder am Walter Reed Army Medical Center. Im September 1943 ging er als Mitglied der neugegründeten U.S.A. Typhus Commission nach Neuguinea. Kohls Forschungen in Neuguinea konzentrierten sich auf die Entwicklung und den Test von Repellents zur Abwehr von trombidiformen Milben, die an Menschen parasitieren und dabei den Erreger des Tsutsugamushi-Fiebers übertragen. Kohls konnte mit seinem Team Wirkstoffe zum Imprägnieren von Kleidung entwickeln, die die Infektionsrate unter den amerikanischen Soldaten des pazifischen Kriegsschauplatzes deutlich senkten. Im weiteren Verlauf des Pazifikkriegs ging Kohls als stellvertretender Kommandeur der Typhuseinheit nach Burma. Er beendete seinen Militärdienst als Lieutenant Colonel und kehrte 1946 an die Rocky Mountain Laboratories zurück.

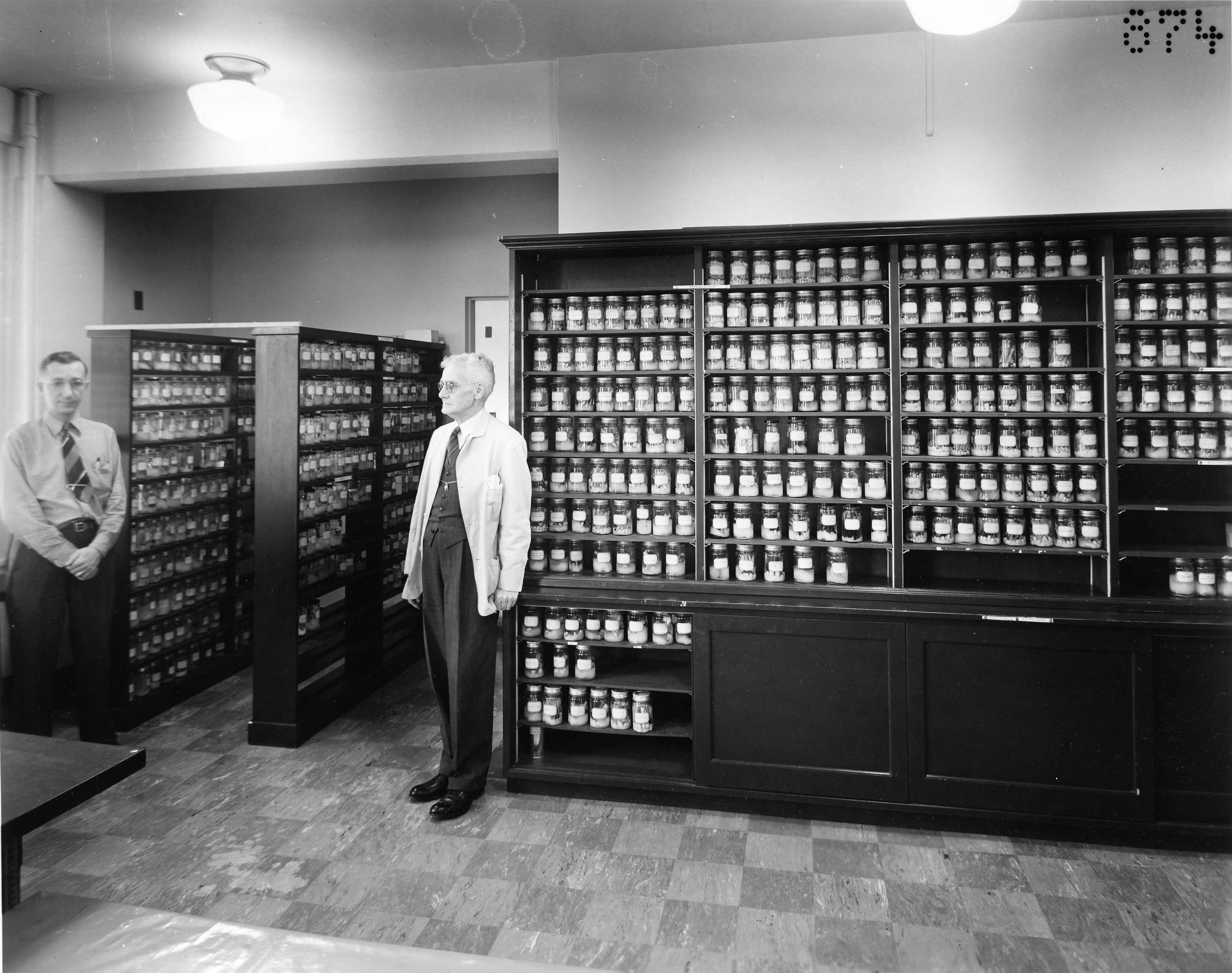
Glen M. Kohls (links) mit Robert A. Cooley vor der Zeckensammlung der Rocky Mountain Laboratories, 1940

Als Parasitologe befasste sich Kohls vorrangig mit Zecken und Flöhen und den von ihnen als Vektoren übertragenen Krankheitserregern. Schon im Jahr seiner Rückkehr aus dem Militärdienst an die Rocky Mountain Laboratories übernahm Kohls von dem in den Ruhestand verabschiedeten Robert A. Cooley die Aufgabe des Kurators der Zeckensammlung. Die Sammlung nahm unter Kohls einen bedeutenden Aufschwung und entwickelte sich als United States National Tick Collection zur weltweit größten und bedeutendsten Sammlung von Zecken. Seit 1949 war Kohls als Wissenschaftler Mitglied des Public Health Service Commissioned Corps.
Kohls veröffentlichte zwischen 1928 und 1973 mehr als 180 wissenschaftliche Publikationen, darunter eine Vielzahl von Erstbeschreibungen von Parasiten. Er war einer der weltweit führenden Experten für die Taxonomie der Zecken und für die von Zecken übertragenen Zoonosen. Kohls arbeitete an Projekten zur Bekämpfung von Krankheiten wie Tularämie, Tsutsugamushi-Fieber, Rocky-Mountain-Fleckfieber und Colorado-Zeckenfieber.
Die University of Maryland verlieh Kohls im Jahr 1966 die Ehrendoktorwürde. Kurz vor seinem Ausscheiden aus dem Dienst wurde er 1969 mit der Meritorious Service Medal der Vereinigten Staaten ausgezeichnet.

## Dedikationsnamen
Entomologen und Arachnologen benannten mehr als ein Dutzend Arten von Zecken, Spinnen und Insekten nach Glen Milton Kohls. 1950 wurde von seinem Kollegen Robert Traub die Gattung Kohlsia beschrieben. Kohlsia ist eine Gattung nord- und mittelamerikanischer Flöhe, die vorwiegend auf Ratten und anderen kleinen Säugetieren parasitieren.

## Veröffentlichungen (Auswahl)
- mit Robert A. Cooley: Egg laying of Ixodiphagus caucurtei du Buysson in larval ticks. In: Science 1928, Band 67, Nr. 1748, S. 656, doi:10.1126/science.67.1748.656.
- Tick rearing methods with special reference to the Rocky Mountain wood tick, Dermacentor andersoni Stiles. In: Paul Simon Galtsoff et al. (Hrsg.): Culture methods for invertebrate animals. Comstock Publishing Company, Ithaca, New York 1937, S. 246–256, Digitalisat.
- mit Robert A. Cooley: The Argasidae of North America, Central America and Cuba. American Midland Naturalist Monograph No. 1. The University Press, Notre Dame, Indiana 1944, Digitalisat.
- mit Robert A. Cooley: The genus Amblyomma (Ixodidae) in the United States. In: Journal of Parasitology 1944, Band 30, Nr. 2, S. 77–111, doi:10.2307/3272571.
- mit Robert A. Cooley: The genus Ixodes in North America. Bulletin of National Institute of Health Sciences No. 184. Government Printing Office, Washington, D.C. 1945, OCLC 8576959.
- Eight new species of Ixodes from Central and South America (Acarina: Ixodidae). In: Journal of Parasitology 1956, Band 42, Nr. 6, S. 636–649, doi:10.2307/3274884.